# 吳庚
吳庚（1940年1月28日—2017年12月13日），字孟庚，臺灣法律學者，出生於廣東萬寧（今屬海南省萬寧市），十歲隨母抵臺，前國立臺灣大學政治學系教授，1985年至2003年間任中華民國司法院大法官，被羅馬教廷冊封為耶路撒冷聖墓騎士團騎士。

## 生平
吳庚自幼喪父，由母親撫養長大。1950年到臺灣，居於苗栗。1958年畢業於臺灣省立新竹中學，1962年獲國立臺灣大學法律學系法學士、後於政治學研究所畢業。高考及格，曾任職於經濟部，並擔任過6年的檢察官。
於臺大法律系期間，行政法師承林紀東，國際公法則為彭明敏，後以第1名考上臺大政治學研究所，研究所一年級時，準備跟隨彭明敏老師學習太空法。是年彭明敏以涉嫌叛亂被捕，謝聰敏、魏廷朝等多名同學均被審訊，吳庚逃過一劫。於大學時代即開始與奧籍牧師學習德文，後考上高考進入經濟部，並接受司法官訓練將近一年時間，分發於臺灣新竹地方法院檢察署，任檢察官。
不久，因語言能力佳，調至臺灣臺中地方法院檢察署，偵辦之案件多為駐臺美軍之刑事案件。1973年，其相依為命的母親過世，吳庚決定出國深造，轉調回臺北，準備赴奧地利留學。
1974年入奧地利維也納大學攻讀公法學及政治思想，1977年獲法學博士學位。公法係其所長，而行政法領域更是目前臺灣法界之權威。
吳庚去國留學3年多，學成歸國後任職臺大政治系擔任教授、系主任，講習西洋政治思想史，並著有多本相關著作。另兼任輔仁大學、政治大學教授。吳庚教學幽默，思想開明，提攜後進，可以說桃李滿天下。1985年起任司法院大法官，1994年連任，2003年卸任。
吳庚擔任大法官18年間，多數憲法與行政法相關解釋文，多出自他手，最有名的解釋文為關於副總統可否兼任行政院長的大法官會議釋字419號，「副總統兼任行政院長與憲法並非顯不相容」，他解釋，那是大法官會議必須2/3多數的妥協結果。另一項，則是他致力於對繼承自德國普魯士「特別權力關係」的行政法規鬆綁，他曾自許「余致力於打破特別權力關係，其目的在求公務員與學生之自由平等」。吳庚可謂真正了開創中華民國公法學。
2017年12月13日病逝於台大醫院，享壽77歲。留有一子一女，長女吳德馨旅居美國，長子吳德威現為橡子園太平洋基金合夥人，為前任阿里巴巴集團天貓事業群台灣總經理，並曾創辦多家新創公司。曾任中華職棒味全龍領隊、PChome副總，育有二子。

## 著作
吳氏著作《行政法之理論與實用》，堪稱經典，在臺灣實務及學術界幾已被奉為圭臬，迄今已再版十餘次，其餘如《行政爭訟法論》之著作亦常成為指引實務之依據，另於政治哲學領域亦有多部著作。《行政法之理論與實用》一書近年亦被引介至中國大陸，出版社為中國人民大学出版社。
- 《美國行政法之基本原則》（1972年）
- 《政治的新浪漫主義：卡爾·史密特政治哲學之研究》1981年）
- 《選舉與政治參與》（1981年）
- 《公務員基準法之研究》（1988年）
- 《行政法之理論與實用》（1992年初版，2012年十二版，2017年9月增訂十五版加入共同作者盛子龍）
- 《韋伯的政治理論及其哲學基礎》（1993年）
- 《行政爭訟法論》（2012年修訂六版，2016年6月修訂八版加入共同作者張文郁）
- 《憲法的解釋與適用》（2004年三版）
- 《憲法理論與政府體制》（吳庚、陳淳文合著）（2013年9月初版，2017年9月增訂五版）